# Cục Cảnh sát truy nã tội phạm
Cục Cảnh sát truy nã tội phạm (C52) (đã kết thúc hoạt động)  trực thuộc Bộ Công an có trách nhiệm tham mưu giúp Bộ trưởng và Thủ trưởng Cơ quan cảnh sát điều tra Bộ Công an chỉ đạo, hướng dẫn lực lượng Cảnh sát cả nước tiến hành các biện pháp nghiệp vụ truy bắt đối tượng đang bị truy nã (kể cả đối tượng bị truy nã quốc tế đang lẩn trốn tại Việt Nam) và truy tìm tung tích nạn nhân, người mất tích, vật chứng liên quan đến các vụ án hình sự theo quy định của pháp luật và của ngành công an. Năm 2010, thành lập Cục Cảnh sát truy nã tội phạm trực thuộc Tổng cục Cảnh sát, nay thuộc Bộ Công an.

## Lãnh đạo hiện nay
Cục trưởng: Thiếu tướng Nguyễn Dĩnh
Phó Cục trưởng: Đại tá Lê Quốc Hữu
Phó Cục trưởng: Đại tá Đoàn Văn Hoa